# Maccabi Avishai Motzkin
Maccabi Avishai Motzkin  ist ein israelischer Handballverein.
Der Verein wurde 1960 gegründet. In den meisten Jahren seines Bestehens bestand das Team aus Spielern, die im Verein aufgewachsen waren. Der Verein betreibt eine große Nachwuchsabteilung. Die Farben des Teams sind Blau und Gelb und es bestreitet seine Heimspiele in der Moshe Goshen Sport Hall in Kiryat Motzkin.
In der Saison 2000/01 nahm das Team an den Europapokal-Gruppen teil und verlor in insgesamt zwei Begegnungen gegen das Team von „Dennis Turko“ aus Finnland. In der Saison 2010/11 erreichte das Team das Halbfinale des Staatspokals und verlor dort gegen  Rishon LeZion. Der Vereine spielt in der Ligat ha’Al.